# Arro
Arro (kors. Arru) – miejscowość i gmina we Francji, w regionie Korsyka, w departamencie Korsyka Południowa.
Według danych na rok 1990 gminę zamieszkiwało 41 osób, a gęstość zaludnienia wynosiła 5 osób/km².